# Harakawa Tamio
Tamio Harakawa (sinh ngày 12 tháng 10 năm 1977) là một cầu thủ bóng đá người Nhật Bản.

## Sự nghiệp câu lạc bộ
Tamio Harakawa đã từng chơi cho Vissel Kobe.